# 海尔纳德内迈蒂
海尔纳德内迈蒂，是匈牙利包尔绍德-奥包乌伊-曾普伦州所辖的一个村。总面积28.76平方公里，总人口3557，人口密度123.7人/平方公里（2011年1月1日）。